# Сергєєв Валентин Дмитрович
Валентин Дмитрович Сергє́єв (10 липня 1936, Курськ — 26 листопада 2022, Київ) — український художник; член Спілки радянських художників України з 1969 року. Заслужений діяч мистецтв УРСР з 1982 року.

## Біографія
Народився 10 липня 1936 року в місті Курську (нині Росія). Протягом 1961—1967 років навчався в Київському художньому інституті, був учнем Івана Селіванова, Леоніда Чичкана.
З 1969 року викладав у Київському художньому інституті. Член КПРС з 1978 року. У 1984—1991 роках був деканом творчих факультетів; професор з 1987 року. Серед учнів: Людмила Барміна, Оксана Бербека-Стратійчук, Сергій Вандаловський, Марина Губарева, Іван Кириченко, Віктор Коновал, Олексій Малинка, Олексій Петренко, Валерій Франчук.
Мешкав у Києві в будинку на Русанівській набережній, № 12, квартира № 53. Помер у Києві 26 листопада 2022 року.

## Творчість
Працював у галузях станкового живопису, графіки. Віддавав перевагу техніці офорту і малюнка. Провідна тема творчості — героїчне минуле і сьогодення. Передавав романтичні враження від подорожей, поетичні мотиви української природи. Серед робіт серії:
- «Партизанськими стежками» (1967);
- «Прикордонники» (1969);
- «Полтавщина» (1972);
- «Київ» (1973);
- «Київські мотиви» (1975);
- «Донецкий край» (1976);
- «Камчатка» (1979);
- «Далекий Схід» (1979—1981);
- «Тува» (1984—1985);
- «Україна» (1988—1991);
- «Моя майстерня» (1993);
- «Сутінки» (1994);
- «Білий ангел» (1995);
- «Земля полтавська» (1997);
- «Ранок», «Вечір», «Ніч» (1998—2000).